# SQLite
SQLite (/ˌɛsˌkjuːˌɛlˈaɪt/, /ˈsiːkwəˌlaɪt/) — компактная встраиваемая СУБД. Исходный код библиотеки передан в общественное достояние. В 2005 году проект получил награду Google-O’Reilly Open Source Awards.

## Устройство
Слово «встраиваемый» (англ. embedded) означает, что SQLite не использует парадигмы клиент-сервер, то есть движок SQLite не является отдельно работающим процессом, с которым взаимодействует программа, а представляет собой библиотеку, с которой программа компонуется, и движок становится составной частью программы. Таким образом, в качестве протокола обмена используются вызовы функций (API) библиотеки SQLite. Такой подход уменьшает накладные расходы, время отклика и упрощает программу. SQLite хранит всю базу данных (включая определения, таблицы, индексы и данные) в единственном стандартном файле на том компьютере, на котором исполняется программа. Простота реализации достигается за счёт того, что перед началом исполнения транзакции записи весь файл, хранящий базу данных, блокируется; ACID-функции достигаются в том числе за счёт создания файла журнала.
Несколько процессов или потоков могут одновременно без каких-либо проблем читать данные из одной базы. Запись в базу можно осуществить только в том случае, если никаких других запросов в данный момент не обслуживается; в противном случае попытка записи оканчивается неудачей, и в программу возвращается код ошибки. Другим вариантом развития событий является автоматическое повторение попыток записи в течение заданного интервала времени.

Архитектура SQLite

В комплекте поставки идёт также функциональная клиентская часть в виде исполняемого файла sqlite3, с помощью которого демонстрируется реализация функций основной библиотеки. Клиентская часть является кроссплатформенной утилитой командной строки.
SQLite возможно использовать как на встраиваемых системах, так и на выделенных машинах с гигабайтными массивами данных.

## Типы данных
SQLite поддерживает динамическое типизирование данных. Возможные типы значений: INTEGER, REAL, TEXT и BLOB. Также поддерживается специальное значение NULL.
Размеры значений типа TEXT и BLOB не ограничены ничем, кроме константы SQLITE_MAX_LENGTH в исходном коде SQLite, равной 1 ГБ.
Каждое значение в любом поле любой записи может быть любого из этих типов, независимо от типа, указанного при объявлении полей таблицы. Указанный при объявлении поля тип хранится для справки в его исходном написании, и используется в качестве основы для выбора предпочтений (так называемое type affinity — это подход, редко встречающийся в других СУБД) при выполнении неявных преобразований типов на основании похожести этого названия типа на что-либо, знакомое SQLite. В этот алгоритм зашит обширный перечень практикуемых в других СУБД вариантов названий типов данных. Если безопасного преобразования записываемого значения в предпочитаемый тип не получается, SQLite записывает значение в его исходном виде. Для получения значений из базы есть ряд функций для каждого из типов, и если тип хранимого значения не соответствует запрашиваемому, оно тоже, по возможности, преобразуется.

## Ограничения
Старые версии SQLite были спроектированы без каких-либо ограничений, единственным условием было то, чтобы база данных умещалась в памяти, в которой все вычисления производились при помощи 32-разрядных целых чисел. Это создавало определённые проблемы. Из-за того, что верхние пределы не были определены и соответственно должным образом протестированы, часто обнаруживались ошибки при использовании SQLite в достаточно экстремальных условиях. Поэтому в новых версиях SQLite были введены пределы, которые теперь проверяются вместе с общим набором тестов.
Во время компиляции библиотеки SQLite устанавливаются следующие ограничения, которые можно, при острой необходимости, увеличивать:
| Описание                                                           | Значение      | Константа в исходном коде      |
| ------------------------------------------------------------------ | ------------- | ------------------------------ |
| Максимальная длина строки или BLOB-поля, байт                      | 1 000 000 000 | SQLITE_MAX_LENGTH              |
| Максимальное количество колонок                                    | 2 000         | SQLITE_MAX_COLUMN              |
| Максимальная длина SQL-выражения                                   | 1 000 000 000 | SQLITE_MAX_SQL_LENGTH          |
| Максимальное количество таблиц в выражениях с JOIN                 | 64            |                                |
| Максимальная глубина дерева выражений                              | 1 000         | SQLITE_MAX_EXPR_DEPTH          |
| Максимальное количество аргументов функции                         | 127           | SQLITE_MAX_FUNCTION_ARG        |
| Максимальное количество термов в объединённом выражении с SELECT   | 500           | SQLITE_MAX_COMPOUND_SELECT     |
| Максимальная длина шаблона как аргумента операторов LIKE или GLOB  | 50 000        | SQLITE_MAX_LIKE_PATTERN_LENGTH |
| Максимальное количество символов-заменителей в одном SQL-выражении | 999           | SQLITE_MAX_VARIABLE_NUMBER     |
| Максимальная глубина рекурсии триггеров                            | 1 000         | SQLITE_MAX_TRIGGER_DEPTH       |
| Максимальное количество присоединённых баз                         | 10            | SQLITE_MAX_ATTACHED            |
| Максимальный размер страницы базы данных                           | 65 536        | SQLITE_MAX_PAGE_SIZE           |
| Максимальное количество страниц в файле базы данных                | 1 073 741 823 | SQLITE_MAX_PAGE_COUNT          |

Для версии 3.37.0 значение SQLITE_MAX_PAGE_SIZE не может быть больше заданного по умолчанию, что прямо указано в исходном коде. Максимальное количество страниц в БД 4294967294. Таким образом, максимальный размер БД составляет 256 ТиБ.
Некоторые ограничения можно менять в сторону уменьшения во время исполнения программы при помощи задания категории и соответствующего значения функции sqlite3_limit():
```
int
 
sqlite3_limit
(
sqlite3
*
,
 
int
 
id
,
 
int
 
newVal
)

```

| Категория                        | Описание |
| -------------------------------- | --- |
| SQLITE_LIMIT_LENGTH              | Максимальная длина любой строки или BLOB-поля или ряда                                                                                        |
| SQLITE_LIMIT_SQL_LENGTH          | Максимальная длина SQL-выражения |
| SQLITE_LIMIT_COLUMN              | Максимальное количество колонок в определении таблицы или результате выборки, или индексе, или выражениях с операторами ORDER BY или GROUP BY |
| SQLITE_LIMIT_EXPR_DEPTH          | Максимальная глубина разобранного дерева любого выражения                                                                                     |
| SQLITE_LIMIT_COMPOUND_SELECT     | Максимальное количество термов в объединённом выражении с SELECT                                                                              |
| SQLITE_LIMIT_VDBE_OP             | Максимальное количество инструкций программы виртуальной машины выполняемого SQL-выражения                                                    |
| SQLITE_LIMIT_FUNCTION_ARG        | Максимально количество аргументов функции |
| SQLITE_LIMIT_ATTACHED            | Максимальное количество присоединённых баз |
| SQLITE_LIMIT_LIKE_PATTERN_LENGTH | Максимальная длина шаблона как аргумента операторов LIKE или GLOB                                                                             |
| SQLITE_LIMIT_VARIABLE_NUMBER     | Максимальное количество переменных в SQL-выражении, которые можно связать                                                                     |
| SQLITE_LIMIT_TRIGGER_DEPTH       | Максимальная глубина рекурсии триггеров |

Это может быть полезным, если SQLite используется в веб-приложениях, так как уменьшенные пределы могут предотвратить DoS-атаки со стороны недоверяемых внешних клиентов.

## Использование
Сама библиотека SQLite написана на C; существует большое количество привязок к другим языкам программирования, в том числе Apple Swift, Delphi, C++, Java, Kotlin, C#, VB.NET, Python, Perl, Node.js, PHP, PureBasic, Tcl (средства для работы с Tcl включены в комплект поставки SQLite), Ruby, Haskell, Scheme, Smalltalk, Lua и Parser, а также ко многим другим. Полный список существующих средств размещён на странице проекта.
Простота и удобство встраивания SQLite привели к тому, что библиотека используется в браузерах, музыкальных плеерах и многих других программах.
В частности, SQLite используется в:
- Adobe Integrated Runtime — среда для запуска приложений (частично);
- Gears;
- Autoit;
- Фреймворк Qt;
- Платформа XUL на движке Gecko 1.9+, XULRunner 1.9+ и, потенциально, все приложения, основанные на этой платформе, в том числе:
  - Mozilla Firefox (начиная с версии 3.0)
  - Mozilla Thunderbird (начиная с версии 3.0)
  - Songbird
  - SQLite Manager[13].
- Skype[14];
- Viber;
- Некоторые модели GPS-навигаторов Garmin

Многие программы поддерживают SQLite в качестве формата хранения данных (особенно в Mac OS и iOS, Android), в том числе:
- 1С:Предприятие 7.7 (с помощью внешнего компонента[15]);
- 1С:Предприятие 8.3 (для хранения записей журнала регистрации[16]);
- Adobe Photoshop Lightroom;
- FlylinkDC++;
- AIMP;
- Banshee;
- Calibre;
- Eserv;
- F-Spot;
- Nextcloud;
- FAR Manager (начиная с версии 3.0);
- Gajim;
- Google Chrome;
- Miranda IM (с помощью плагина драйвера базы данных[17]);
- MyChat;
- Opera (начиная с версии 10.50);
- qutIM;
- QGIS;
- Safari;
- XnView;
- Garena.